# 자간군

루부시주 지도에 표시된 자간군의 위치

자간군(폴란드어: powiat żagański)은 폴란드 루부시주에 위치한 군으로 군청 소재지는 자간이며 면적은 1,131.29km2, 인구는 79,297명(2019년 6월 30일 기준), 인구 밀도는 70명/km2이다.
북쪽으로는 지엘로나구라군, 북동쪽으로는 노바술군, 동쪽으로는 돌니실롱스크주 그워구프군, 폴코비체군, 남쪽으로는 돌니실롱스크주 볼레스와비에츠군, 즈고젤레츠군, 서쪽으로는 자리군과 접한다. 9개 지방 자치체(2개 도시, 3개 도시형 농촌, 4개 농촌)를 관할한다.

군기
군 문장